# Celebrity Summit (schip, 2001)
De Celebrity Summit is een cruiseschip van Celebrity Cruises en is het derde schip van de Millennium klasse. Tot 2008 heette het Summit.
Celebrity zet de traditie voort door ook op dit schip hommage te brengen aan een historische 'oceanliner'. In het à-la-carterestaurant werden originele, goudblad bewerkte panelen verwerkt van het rooksalon van de legendarische Normandië, door kenners beschouwd al hét mooiste passagiersschip ooit. Qua ontwerp en indeling van de ruimtes is de Summit identiek aan de Millennium en Infinity van hetzelfde type.
Het schip heeft een tonnage van 91.000 ton en heeft een lengte van 294 meter. Het schip is 32,2 meter breed en beschikt over 11 dekken. Op het schip werken 999 bemanningsleden, die onder andere de kajuiten verschonen voor 1.950 passagiers. De passagiers kunnen dineren in 2 restaurants, waaronder 1 specialiteitenrestaurant.